# Daniel Zdrojewski
Antoni Józef Zdrojewski, dit Daniel Zdrojewski (né le 26 mars 1900 à Skorzewo en Pologne sous domination allemande et mort le 13 mai 1989 à Paris, France), est un officier polonais qui fut, pendant la Seconde Guerre mondiale, commandant en chef de POWN, la branche militaire de la Résistance polonaise en France.

## Biographie
Il participe à la guerre soviéto-polonaise sous les ordres de Władysław Sikorski. Il sera gravement blessé lors d’une bataille sur les bords de la Vistule.
De 1921 à 1937, il occupe divers postes dans l’armée polonaise, en tant que lieutenant d’artillerie.
En 1937, il est nommé chef de la section des études à Varsovie.

### Seconde Guerre mondiale
En septembre 1939, le commandant Zdrojewski participe à la défense de la Pologne envahie par les troupes de l'Allemagne nazie, puis par celles de la Russie soviétique. Sous la pression des envahisseurs, son unité se replie en Roumanie où elle est désarmée, puis internée.
Parvenu en France, il s’engage dans l’armée polonaise en cours de reconstitution. Il suit les cours d’officiers supérieurs au camp de Mailly. Au cours de la campagne de France, il commande le 2e régiment d'artillerie légère dans la 2e division d'infanterie polonaise du général Bronisław Prugar-Ketling. Lors des durs combats menés dans la région du plateau de Maîche, Zdrojewski est gravement blessé. Il sera ensuite cité à l'ordre du corps d'armée. La Division polonaise est coupée de ses bases et se retrouve à court de munitions et de ravitaillement. Mais elle refuse de déposer les armes et d'être incluse dans les conditions d'armistice, alors elle passe la frontière suisse à la suite du 45e CA. Zdrojewski est interné en territoire helvétique, et après plusieurs mois de captivité, il reçoit l'ordre de Londres de regagner clandestinement la France pour rejoindre l'organisation du général Kleeberg en zone libre.
Après plusieurs tentatives, il parvient à échapper à l'internement en novembre 1940 et à gagner la France. Il peut revenir en France, en mars 1941, clandestinement grâce au soutien du ministre plénipotentiaire polonais à Berne, Alexandre Lados, agissant sur ordre du général Sikorski. En France, Zdrojewski prend contact avec l'organisation clandestine du général Kleeberg, chef de l'organisation militaire, et se met à son service. Le colonel Jaklicz, adjoint du général Kleeberg, lui confie la direction des militaires polonais internés dans la région de Lyon. Sous cette couverture, il s'emploie à organiser une résistance dans les domaines de l'évacuation et de la réception de parachutages. Pour cela, il milite aussi dans le réseau polonais Nurmi du SOE britannique. Durant cette période de clandestinité, il noue des contacts fructueux avec de nombreux officiers de l'armée d'armistice : Henri Frenay, le commandant Lassalle, le capitaine de gendarmerie Flouquet et Abel Verdier, directeur du département consulaire au ministère des Affaires étrangères de Vichy.
Après la chute du réseau Nurmi, Zdrojewski est compromis, puis arrêté à son tour le 8 août 1942, par la police de Vichy à Lyon. Puis, grâce à la complicité de nombreux amis militaires français, il est relâché. Totalement " brûlé ", il décide alors de gagner l'Angleterre, et passe en Espagne. Mais il est arrêté à Figueras le 22 novembre 1942 et interné au camp de Miranda de Ebro. Au bout de trois mois, il réussit à s'évader, puis à gagner Gibraltar, puis Londres, où il arrive en mars 1943. Il y suit une formation spécifique en vue d'un parachutage sur la France.
Il est chargé par le ministère polonais de la Défense à Londres de fédérer et d'organiser la branche militaire de la résistance militaire polonaise en France (POWN-W : Polska Organizacja Walki o Niepodległość, Organisation polonaise de lutte pour l’indépendance), créé et commandée par Aleksander Kawałkowski Il est parachuté sur le territoire français dans la nuit du 22 au 23 juillet 1943, sur Beaulieu-sur-Dordogne, avec le grade de lieutenant-colonel. Il est accompagné dans sa mission par l'opérateur radio Antoni Puciłowski.
Au contraire d’Aleksander Kawałkowski, fondateur, de la POWN qui répond au ministère de l’intérieur du gouvernement polonais à Londres, Zdrojewski répond au général Marian Kukiel (en), ministre de la défense du même gouvernement. Il dispose de moyens radio et d’un budget important, au contraire d'Aleksander Kawałkowski auquel il s’oppose de plus en plus durement concernant la règle de Kawalkowski de se tenir à l'écart de la Résistance française et des organisations communistes. Zdrojewski opère sous le nom de guerre de "Nestor", puis de "Daniel", et ses réseaux implantés dans le nord de la France contribuent à la localisation des rampes de lancement de V1 et V2, information qui est transmise à Londres.
C'est en tant que délégué du Gouvernement polonais en exil que le colonel Zdrojewski signe le 28 mai 1944 avec le général Chaban-Delmas, commissaire du Gouvernement provisoire de la République française, un accord plaçant les unités combattantes polonaises sous le commandement tactique des FFI mais conservant leur encadrement polonais.

### Libération et après-guerre
Le 10 novembre 1944, il préside une prise d’armes d’un détachement de résistants FFI polonais à l’ambassade de Pologne.
Après la Libération, les relations entre le colonel Zdrojewski et le général Kukiel, ministre de la Défense Nationale, furent particulièrement difficiles. Daniel Zdrojewski s'opposa notamment à ce que ses détachements FFI polonais soient transférés en Angleterre pour être intégrés dans les Forces armées polonaises alliées. Pour le « colonel Daniel », les FFI polonais avaient maintenant leur avenir en France.
Après-guerre, le Gouvernement polonais en exil l'habilite à décerner les diplômes accompagnant la médaille de la Résistance polonaise en France. Il est promu colonel de l'armée polonaise le 21 septembre 1944, et général de brigade en 1964.
Antoni Zdrojewski épouse en 1951 Liliane Lefèvre, ancienne résistante et déportée. Le couple vit à Paris de 1945 à sa mort. Il est reconnu, le 28 janvier 1946, par le général Koenig comme « Liquidateur responsable » des Forces Militaires Polonaises de la Résistance de France auprès de la Commission française d'Homologation des FFCI.
Il est sollicité en 1977 par le Sénat français pour témoigner sur le camp de concentration de Rawa Ruska.

## Distinctions et décorations
- Croix d'Argent de l'Ordre militaire de Virtuti Militari
- Grand-Croix de l'Ordre Polonia Restituta
- Croix de l'Indépendance
- Croix de la Valeur (deux fois)
- Croix d'or du Mérite
- Croix de la campagne Septembre 1939
- Croix pour la liberté et l'indépendance
- Médaille de la Résistance polonaise en France
- Croix de guerre 1939-1945 (France)
- Médaille de la Résistance française
- Croix du combattant volontaire de la Résistance (France)
- Médaille commémorative française de la guerre 1939-1945
- 1939-45 Star (Royaume-Uni)
- France and Germany Star (Royaume-Uni)
- Médaille de la Défense (Royaume-Uni)
- Médaille commémorative de la guerre 1939-1945 (Royaume-Uni)